# Люрб-Сен-Кристо
Люрб-Сен-Кристо́ (фр. Lurbe-Saint-Christau) — коммуна во Франции, находится в регионе Аквитания. Департамент — Атлантические Пиренеи. Входит в состав кантона Олорон-Сент-Мари-1. Округ коммуны — Олорон-Сент-Мари.
Код INSEE коммуны — 64360.

## География

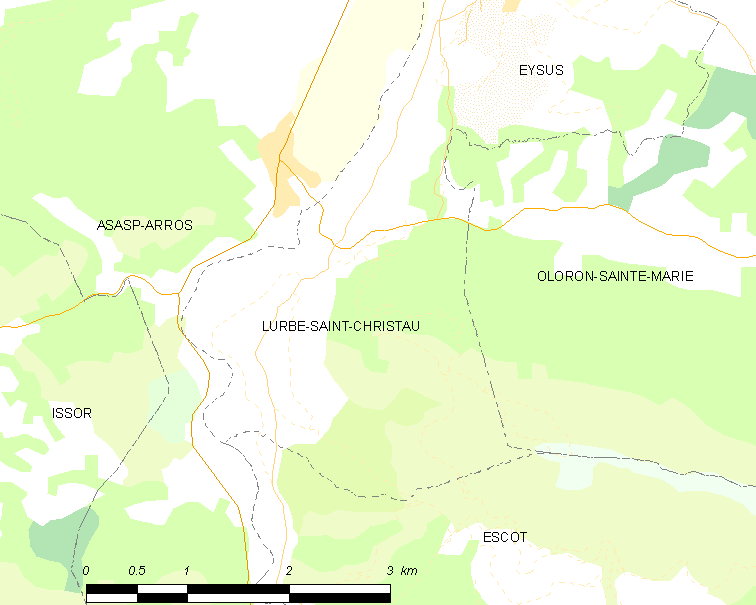
Карта коммуны

Коммуна расположена приблизительно в 680 км к югу от Парижа, в 195 км южнее Бордо, в 29 км к юго-западу от По.
По территории коммуны протекают реки Гав-д’Асп и Урто.

### Климат
Климат тёплый океанический. Зима мягкая, средняя температура января — от +5°С до +13°С, температуры ниже −10 °C бывают редко. Снег выпадает около 15 дней в году с ноября по апрель. Максимальная температура летом порядка 20-30 °C, выше 35 °C бывает очень редко. Количество осадков высокое, порядка 1100 мм в год. Характерна безветренная погода, сильные ветры очень редки.

## Население
Население коммуны на 2010 год составляло 224 человека.
| 1962 | 1968 | 1975 | 1982 | 1990 | 1999 | 2010 |
| ---- | ---- | ---- | ---- | ---- | ---- | ---- |
| 383  | 275  | 269  | 250  | 214  | 234  | 224  |

## Администрация
| Период | Период | Фамилия        | Партия | Примечания |
| ------ | ------ | -------------- | ------ | ---------- |
| ?      | 1971   | Франсуа Лаперн |        |            |
| 1971   | 1977   | Огюст Жима     |        |            |
| 1977   | 2001   | Андре Карре    |        |            |
| 2001   | 2020   | Жерар Лепретр  |        |            |

## Экономика
В 2010 году среди 131 человека трудоспособного возраста (15-64 лет) 95 были экономически активными, 36 — неактивными (показатель активности — 72,5 %, в 1999 году было 67,5 %). Из 95 активных жителей работали 86 человек (48 мужчин и 38 женщин), безработных было 9 (3 мужчин и 6 женщин). Среди 36 неактивных 15 человек были учениками или студентами, 11 — пенсионерами, 10 были неактивными по другим причинам.

## Фотогалерея

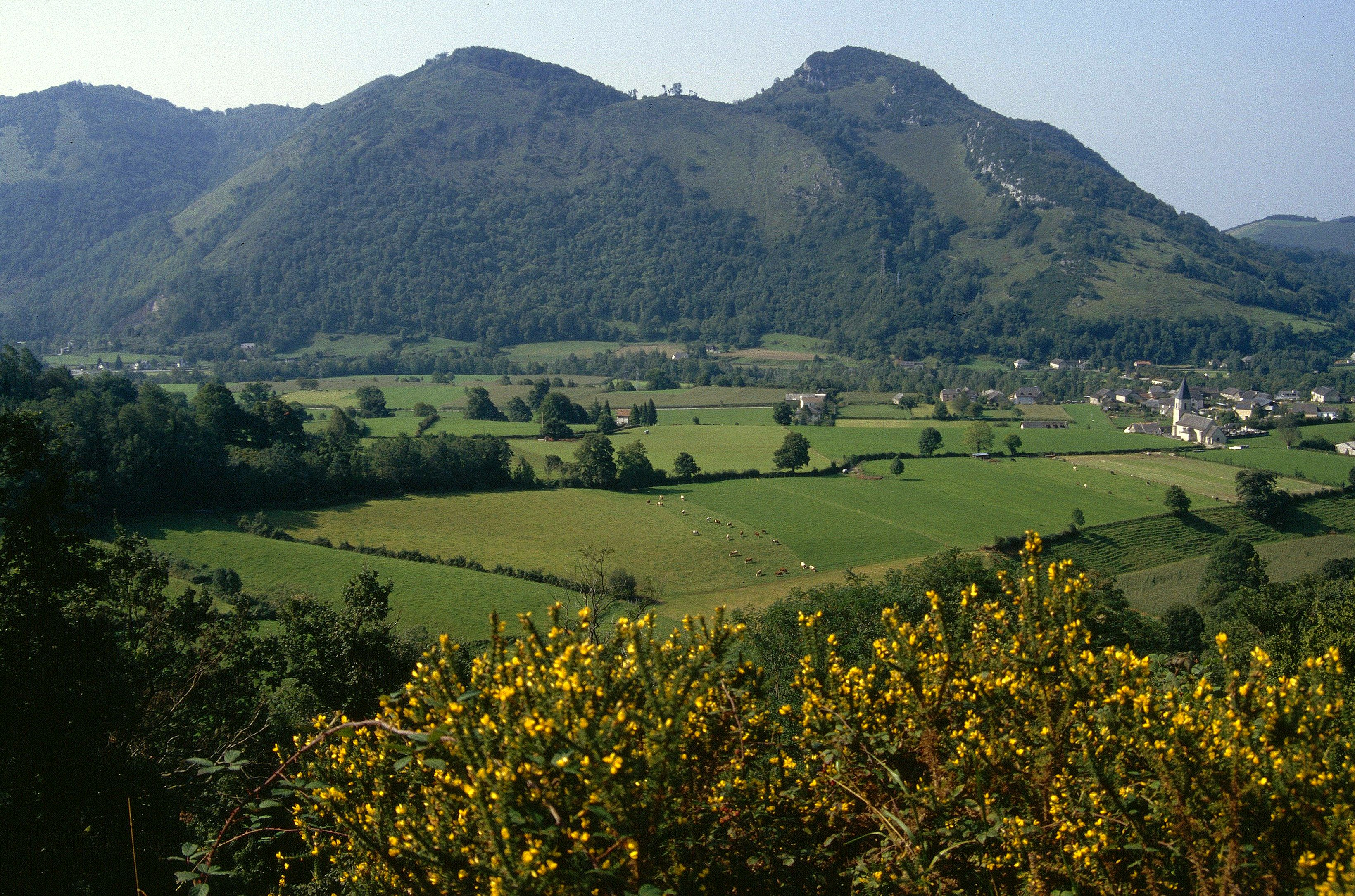
Люрб-Сен-Кристо
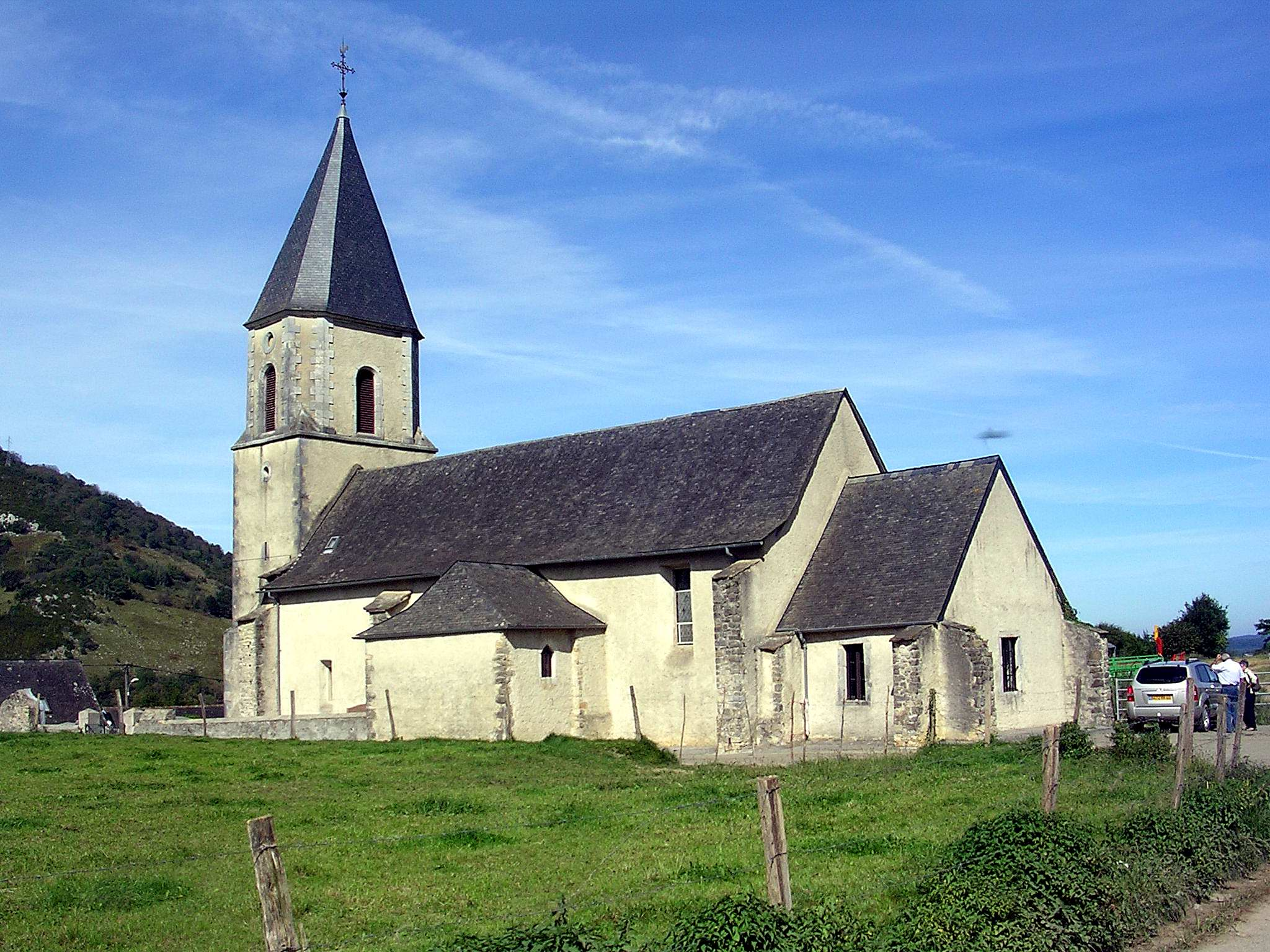
Церковь
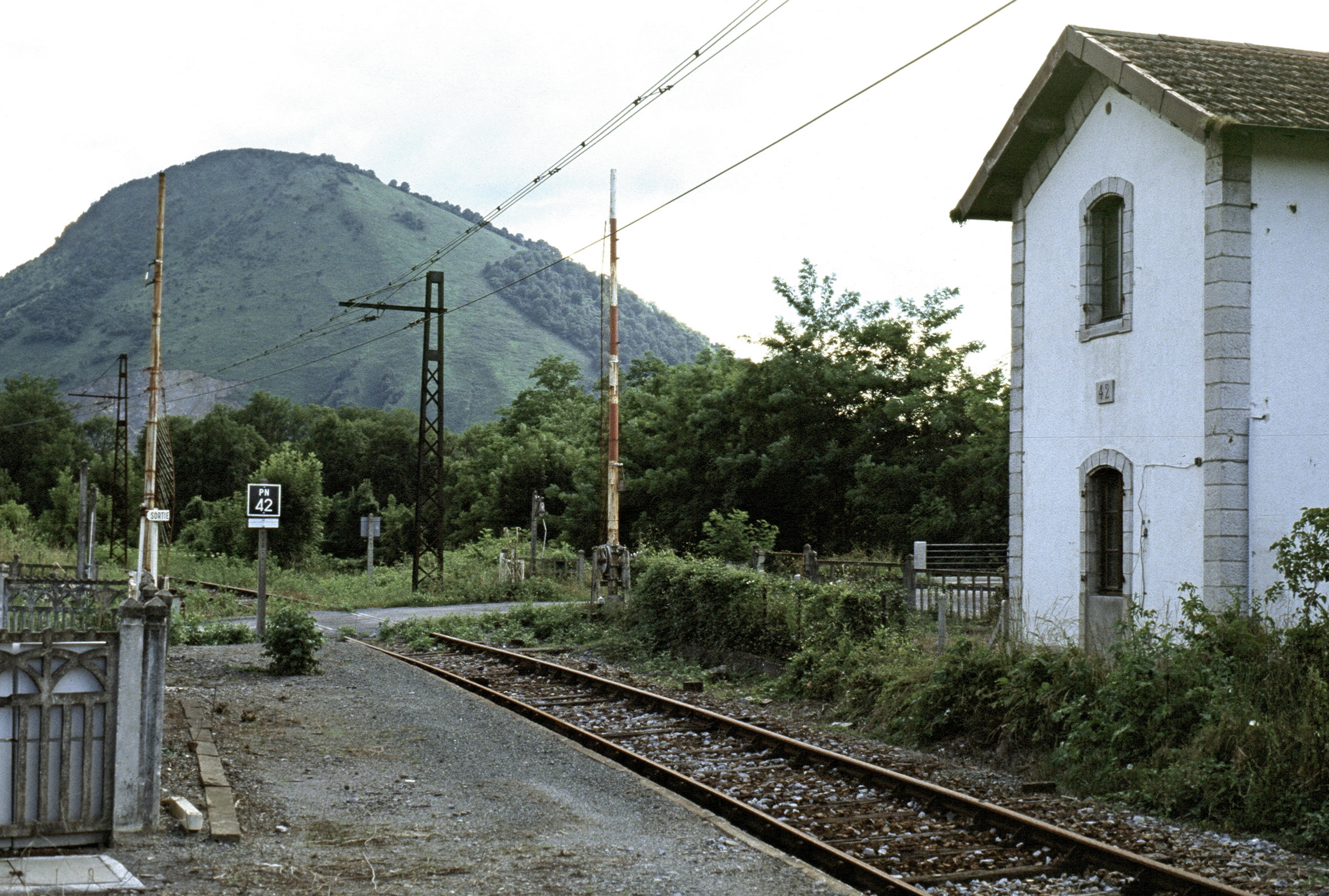
Вокзал
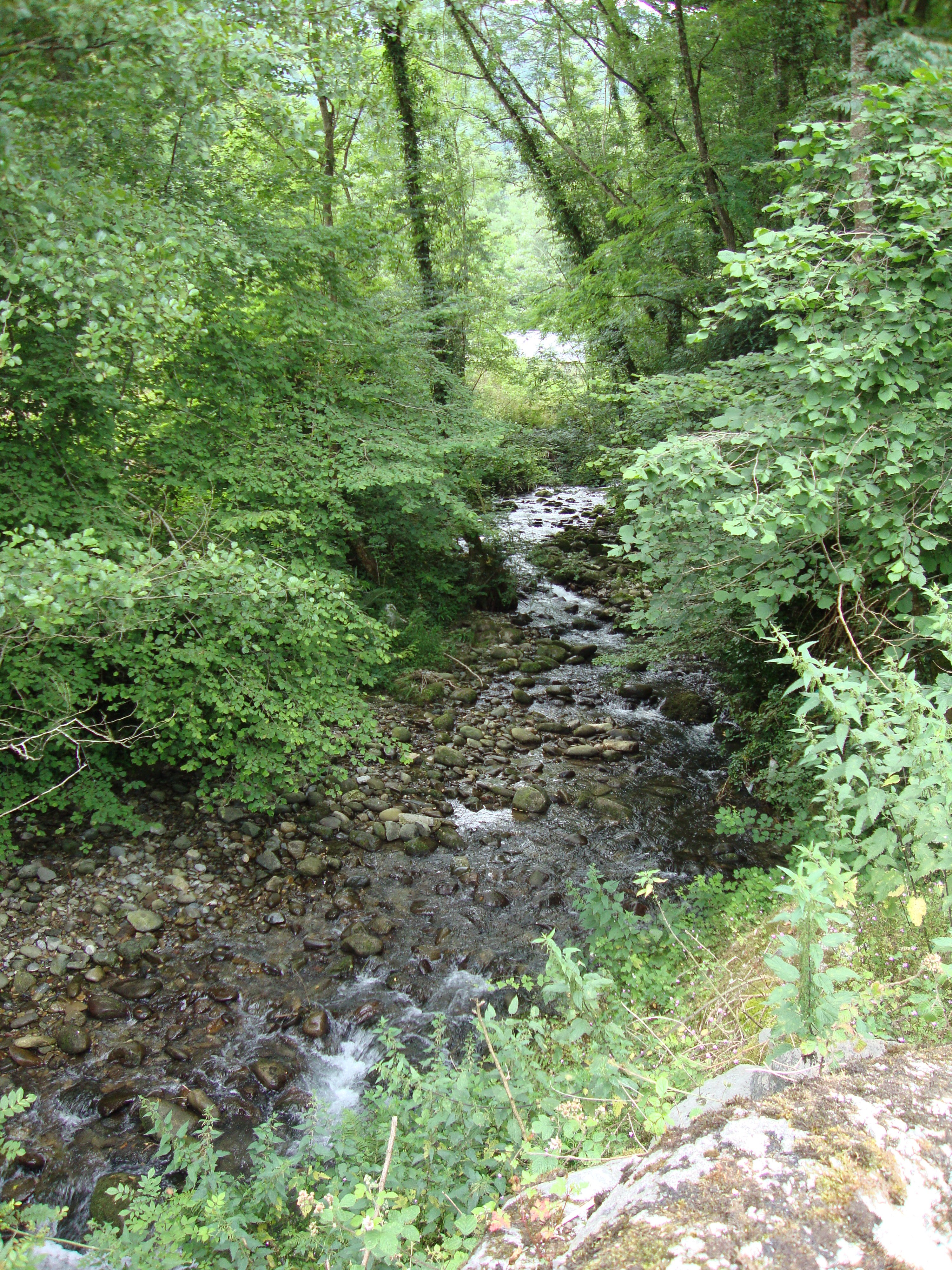
Река Урто